# جائزة إسبانيا الكبرى 1989
جائزة إسبانيا الكبرى 1989 هو سباق فورمولا 1 أقيم بتاريخ 1 أكتوبر 1989 في شريش، إسبانيا. كان الرابع عشر من أصل 16 في بطولة العالم لسباقات الفورمولا واحد موسم 1989. حلّ البرازيلي آيرتون سينا أولا بينما جاء النمساوي غيرهارد بيرغر في المركز الثاني وحصل على المركز الثالث الفرنسي ألن بروست.